# Юлиана фон Олденбург
Юлиана фон Олденбург-Делменхорст (на немски: Juliana von Oldenburg-Delmenhorst; * 2 юли 1615, Делменхорст; † 16 май 1691, Бренц) от фамилията Дом Олденбург, е графиня от Олденбург-Делменхорст и чрез женитба херцогиня на Вюртемберг-Вайлтинген.

## Живот
Тя е най-малката дъщеря на граф Антон II фон Олденбург-Делменхорст (1550 – 1619) и съпругата му Сибила Елизабет фон Брауншвайг-Даненберг (1576 – 1630), дъщеря на херцог Хайнрих фон Брауншвайг-Даненберг и принцеса Урсула фон Саксония-Лауенбург.
Юлиана се омъжва през 1652 г. за херцог Манфред фон Вюртемберг-Вайлтинген (1626 – 1662), син на херцог Юлиус Фридрих фон Вюртемберг-Вайлтинген. През 1662 г. нейният съпруг умира. Юлиана става опекун на нейния син Фридрих Фердинанд.
От 1672 до 1674 г. тя построява дворец Бренц в ренесансов стил в Бренц ан дер Бренц. През 1672 г. Юлиана включва сина си в управлението и през 1680 г. се оттегля. Тя умира на 16 май 1691 г. в Бренц ан дер Бренц) на 75 години.

## Деца
Юлиана и Манфред фон Вюртемберг-Вайлтинген имат децата:
- Фридрих Фердинанд (1654 – 1705), херцог на Вюртемберг-Вайлтинген, женен 1689 за Елизабет фон Вюртемберг-Монбеляр (1665 – 1726), дъщеря на херцог Георг II
- Август (1656 – 1689)
- Манфред (1658 – 1689)